# コッパーロ
コッパーロ（伊: Copparo）は、イタリア共和国エミリア＝ロマーニャ州フェラーラ県にある、人口約16,000人の基礎自治体（コムーネ）。

## 地理

### 位置・広がり・地勢

#### 隣接コムーネ
隣接するコムーネは以下の通り。
- フェラーラ
- ヨランダ・ディ・サヴォーイア
- リーヴァ・デル・ポー
- トレジニャーナ

### 気候分類・地震分類
コッパーロにおけるイタリアの気候分類 (it) および度日は、zona E, 2322 GGである。
また、イタリアの地震リスク階級 (it) では、zona 3 (sismicità bassa) に分類される。

## 行政

### 分離集落
コッパーロには以下の分離集落（フラツィオーネ）がある。
- Ambrogio, Brazzolo, Coccanile, Cesta, Fossalta, Gradizza, Ponte San Pietro, Sabbioncello San Pietro, Sabbioncello San Vittore, Saletta-Cà Matte, Sant'Apollinare, Tamara